# Tour de l’Ariège
Das Straßenradrennen Tour de l’Ariège war ein Radsportwettbewerb in Frankreich, der im Département Ariège von 1956 bis 1960 als Etappenrennen veranstaltet wurde.

## Palmarès
- 1956  Jean Lerda
- 1957  Gérard Saint
- 1958  Georges Gay
- 1959  Raymond Mastrotto
- 1960  René Abadie